# جون بارتلس
جون بارتلس (بالدنماركية: Knud Bartels)‏ هو عسكري دنماركي، ولد في 8 أبريل 1952 في كوبنهاغن في الدنمارك.